# Przypadkiem wcielony
Przypadkiem wcielony (en. Guy X) - komedia kanadyjsko-islandzko-brytyjskiej produkcji z 2005 roku, której reżyserem jest Saul Metzstein. Główne role zagrali: Jason Biggs, Natascha McElhone, Michael Ironside. Scenariusz na podstawie powieści Johna Griesemera "No One Thinks of Greenland". Film kręcono w Saint-Hubert w Quebec, Kanada.

## Główne role
- Jason Biggs : Rudy Spruance
- Natascha McElhone : Irene Teal
- Michael Ironside : Guy X
- Jeremy Northam : Lane Woolwrap
- Simone Kessell : Karen
- Sean Tucker : Lavone
- Benz Antoine : Philly
- Donny Falsetti : Genteen

## Fabuła
Akcja filmu rozgrywa się w 1979 roku kiedy trwa okres zimnej wojny i Koncentruje się wokół kaprala Rudy’ego Spruance’a (Jason Biggs). Żołnierz omyłkowo zostaje wysłany do Qangattarsa, amerykańskiej bazy na Arktyce – zamiast do bazy na Hawajach. Wkrótce dowiaduje się, że znalazł się w bazie na skutek czyjejś pomyłki. Nikt nie potrafi mu wytłumaczyć, o co tu rzeczywiście chodzi. Co lepiej Rudy nie może powrócić do swojego domu ponieważ jego nazwisko nie figuruje w wojskowych dokumentach. 

## Nagrody i nominacje
BIFA
- Najlepsze osiągnięcie w produkcji (nominacja)[1]

Taormina Film Fest Award
- Jason Biggs - najlepszy aktor
- Najlepsza reżyseria